# Mistrzostwa Europy w Biathlonie 2001
Mistrzostwa Europy w Biathlonie 2001 odbyły się we francuskiej miejscowości Haute-Maurienne, w dniach 24 stycznia - 28 stycznia 2001 roku. Rozegrane zostały 4 konkurencje: bieg indywidualny, bieg sprinterski, bieg pościgowy i bieg sztafetowy. Wszystkie konkurencje zostały rozegrane dla mężczyzn i kobiet seniorów oraz juniorów. W sumie odbyło się 16 biegów.

## Wyniki kobiet

### Bieg indywidualny – 15 km[1]
- Data: 24 stycznia 2001

| Medal | Zawodnik           | Narodowość | Strzelanie | Wynik   | Strata  |
| ----- | ------------------ | ---------- | ---------- | ------- | ------- |
|       | Oksana Jakowlewa   | Ukraina    | 0+0+0+0    | 50:23,8 |         |
|       | Christelle Gros    | Francja    | 0+0+1+1    | 50:56,9 | +33,1   |
|       | Iwa Karagiozowa    | Bułgaria   | 0+0+0+0    | 51:04,1 | +40,3   |
| 4.    | Magdalena Grzywa   | Polska     | 0+0+1+0    | 52:31,2 | +2:07,4 |
| ...   | ...                | ...        | ...        | ...     | ...     |
| 9.    | Magdalena Gwizdoń  | Polska     | 0+0+0+3    | 53:49,6 | +3:25,8 |
| 22.   | Anna Stera-Kustusz | Polska     | 0+1+1+1    | 55:25,7 | +5:01,9 |

### Bieg sztafetowy – 4 × 7,5 km[2]
- Data: 25 stycznia 2001

| Medal | Drużyna                                                                             | Strzelanie                              | Wynik     | Strata  |
| ----- | ----------------------------------------------------------------------------------- | --------------------------------------- | --------- | ------- |
|       | Niemcy · Katja Beer · Simone Denkinger · Sabine Flatscher · Ina Menzel              | 1+5 0+5 0+2 0+0 0+0 0+2 1+3 0+1 0+0 0+2 | 1:40:06,5 |         |
|       | Rosja · Olga Zajcewa · Lilija Jefremowa · Natalja Sokołowa · Olga Romaśko           | 0+3 0+7 0+0 0+3 0+2 0+2 0+1 0+1 0+0 0+1 | 1:40:24,1 | +17,6   |
|       | Ukraina · Iryna Merkuszina · Oksana Jakowlewa · Oksana Chwostenko · Nina Łemesz     | 1+4 0+3 0+0 0+0 0+1 0+1 0+0 0+0 1+3 0+2 | 1:40:52,4 | +45,9   |
| ...   | ...                                                                                 | ...                                     | ...       | ...     |
| 6.    | Polska · Magdalena Gwizdoń · Beata Kiełtyka · Anna Stera-Kustusz · Magdalena Grzywa | 1+4 0+4 1+3 0+1 0+1 0+0 0+0 0+3 0+0 0+0 | 1:44:03,0 | +3:56,5 |

### Bieg sprinterski – 7,5 km[3]
- Data: 27 stycznia 2001

| Medal | Zawodnik           | Narodowość | Strzelanie* | Wynik   | Strata  |
| ----- | ------------------ | ---------- | ----------- | ------- | ------- |
|       | Katja Beer         | Niemcy     |             | 25:18,5 |         |
|       | Simone Denkinger   | Niemcy     |             | 25:51,0 | +32,5   |
|       | Olga Nazarowa      | Białoruś   |             | 25:57,1 | +38,6   |
| ...   | ...                | ...        | ...         | ...     | ...     |
| 10.   | Magdalena Gwizdoń  | Polska     |             | 26:29,0 | +1:10,5 |
| 30.   | Magdalena Grzywa   | Polska     |             | 28:18,7 | +3:00,2 |
| 41.   | Anna Stera-Kustusz | Polska     |             | 30:07,7 | +4:49,2 |

* Kolumny „Strzelanie” brakuje na stronie biathlonworld.com.

### Bieg pościgowy – 10 km[4]
- Data: 28 stycznia 2001

| Medal | Zawodnik           | Narodowość | Strzelanie | Wynik   | Strata  |
| ----- | ------------------ | ---------- | ---------- | ------- | ------- |
|       | Katja Beer         | Niemcy     | 2+1+1+1    | 33:55,8 |         |
|       | Lilija Jefremowa   | Rosja      | 0+0+0+0    | 34:11,0 | +15,2   |
|       | Sabine Flatscher   | Niemcy     | 0+1+0+1    | 34:24,1 | +28,3   |
| ...   | ...                | ...        | ...        | ...     | ...     |
| 16.   | Magdalena Gwizdoń  | Polska     | 2+2+1+2    | 36:51,9 | +2:56,1 |
| 32.   | Anna Stera-Kustusz | Polska     | 2+3+0+1    | 41:41,8 | +7:46,0 |

## Wyniki kobiet (juniorki)

### Bieg indywidualny – 12,5 km[5]
- Data: 24 stycznia 2001

| Medal | Zawodnik           | Narodowość | Strzelanie | Wynik     | Strata   |
| ----- | ------------------ | ---------- | ---------- | --------- | -------- |
|       | Anne Lise Bailly   | Francja    | 0+0+1+1    | 46:48,6   |          |
|       | Tatjana Moisiejewa | Rosja      | 2+1+1+0    | 47:09,0   | +20,4    |
|       | Delphyne Peretto   | Francja    | 1+1+1+1    | 48:39,3   | +1:50,7  |
| ...   | ...                | ...        | ...        | ...       | ...      |
| 8.    | Beata Kiełtyka     | Polska     | 0+0+2+0    | 49:46,5   | +2:57,9  |
| 19.   | Bernadetta Bednarz | Polska     | 1+0+1+0    | 52:34,7   | +5:46,1  |
| 22.   | Katarzyna Ponikwia | Polska     | 1+1+3+1    | 53:20,4   | +6:31,8  |
| 36.   | Joanna Grzybek     | Polska     | 2+3+3+4    | 1:02:41,6 | +15:53,0 |

### Bieg sztafetowy – 3 × 7,5 km[6]
- Data: 25 stycznia 2001

| Medal | Drużyna                                                          | Strzelanie                      | Wynik     | Strata  |
| ----- | ---------------------------------------------------------------- | ------------------------------- | --------- | ------- |
|       | Rosja · Tatjana Moisiejewa · Marina Bortczukowa · Julia Makarowa | 0+5 1+6 0+0 0+1 0+2 0+2 0+3 1+3 | 1:19:04,2 |         |
|       | Czechy · Magda Rezlerová · Klára Moravcová · Zdeňka Vejnarová    | 0+2 1+4 0+0 0+0 0+1 1+3 0+1 0+1 | 1:21:03,9 | +1:59,7 |
|       | Francja · Delphyne Peretto · Célia Bourgeois · Anne Lise Bailly  | 2+4 0+7 0+1 0+3 2+3 0+1 0+0 0+3 | 1:21:59,6 | +2:55,4 |

Polki nie ukończyły biegu.

### Bieg sprinterski – 7,5 km[7]
- Data: 27 stycznia 2001

| Medal | Zawodnik           | Narodowość | Strzelanie | Wynik   | Strata  |
| ----- | ------------------ | ---------- | ---------- | ------- | ------- |
|       | Tatjana Moisiejewa | Rosja      | 1+1        | 26:21,7 |         |
|       | Julia Makarowa     | Rosja      | 1+1        | 26:33,8 | +12,1   |
|       | Zdeňka Vejnarová   | Czechy     | 1+2        | 27:11,1 | +49,4   |
| ...   | ...                | ...        | ...        | ...     | ...     |
| 9.    | Katarzyna Ponikwia | Polska     | 1+0        | 28:05,1 | +1:43,4 |
| 22.   | Joanna Grzybek     | Polska     | 0+3        | 29:30,9 | +3:09,2 |
| 27.   | Beata Kiełtyka     | Polska     | 3+2        | 30:34,9 | +4:13,2 |
| 31.   | Bernadetta Bednarz | Polska     | 2+2        | 31:33,9 | +5:12,2 |

### Bieg pościgowy – 10 km[8]
- Data: 28 stycznia 2001

| Medal | Zawodnik           | Narodowość | Strzelanie | Wynik   | Strata   |
| ----- | ------------------ | ---------- | ---------- | ------- | -------- |
|       | Julia Makarowa     | Rosja      | 1+0+0+4    | 35:00,8 |          |
|       | Tatjana Moisiejewa | Rosja      | 2+2+1+0    | 35:22,0 | +21,2    |
|       | Zdeňka Vejnarová   | Czechy     | 1+1+1+2    | 37:04,0 | +2:03,2  |
| ...   | ...                | ...        | ...        | ...     | ...      |
| 16.   | Beata Kiełtyka     | Polska     | 0+0+1+0    | 40:50,1 | +5:49,3  |
| 19.   | Katarzyna Ponikwia | Polska     | 3+1+2+3    | 42:08,2 | +7:07,4  |
| 26.   | Bernadetta Bednarz | Polska     | 1+3+0+3    | 45:00,0 | +9:59,2  |
| 27.   | Joanna Grzybek     | Polska     | 3+1+3+4    | 45:20,6 | +10:19,8 |

## Wyniki mężczyzn

### Bieg indywidualny – 20 km[9]
- Data: 24 stycznia 2001

| Medal | Zawodnik          | Narodowość | Strzelanie | Wynik     | Strata   |
| ----- | ----------------- | ---------- | ---------- | --------- | -------- |
|       | Günther Beck      | Austria    | 0+0+0+0    | 58:10,3   |          |
|       | Andreas Stitzl    | Niemcy     | 0+1+0+2    | 58:39,8   | +29,5    |
|       | Gael Poirée       | Francja    | 0+0+0+1    | 59:17,2   | +1:06,9  |
| 4.    | Wiesław Ziemianin | Polska     | 0+1+0+0    | 59:25,9   | +1:15,6  |
| ...   | ...               | ...        | ...        | ...       | ...      |
| 30.   | Tomasz Sikora     | Polska     | 1+1+3+1    | 1:04:18,0 | +6:07,7  |
| 38.   | Bartłomiej Golec  | Polska     | 1+3+0+2    | 1:05:38,3 | +7:28,0  |
| 51.   | Ryszard Szary     | Polska     | 1+2+4+1    | 1:08:17,4 | +10:07,1 |

### Bieg sztafetowy – 4 × 7,5 km[10]
- Data: 25 stycznia 2001

| Medal | Drużyna                                                                       | Strzelanie                              | Wynik     | Strata  |
| ----- | ----------------------------------------------------------------------------- | --------------------------------------- | --------- | ------- |
|       | Niemcy · Jörn Wollschläger · Andreas Stitzl · Michael Greis · Alexander Wolf  | 0+7 0+3 0+2 0+0 0+2 0+2 0+1 0+1         | 1:24:24,1 |         |
|       | Polska · Wiesław Ziemianin · Wojciech Kozub · Krzysztof Topór · Tomasz Sikora | 0+3 2+4 0+2 0+0 0+1 2+3 0+0 0+0 0+0 0+1 | 1:26:38,2 | +2:14,1 |
|       | Włochy · Theo Senoner · Sergio Bonaldi · Helmuth Messner · Ivan Romanin       | 0+3 0+3 0+0 0+1 0+0 0+0 0+2 0+2 0+1 0+0 | 1:26:42,1 | +2:18,0 |

### Bieg sprinterski – 10 km[11]
- Data: 27 stycznia 2001

| Medal | Zawodnik           | Narodowość | Strzelanie | Wynik   | Strata  |
| ----- | ------------------ | ---------- | ---------- | ------- | ------- |
|       | Vincent Defrasne   | Francja    | 2+0        | 28:35,5 |         |
|       | Wiesław Ziemianin  | Polska     | 0+1        | 28:48,0 | +12,5   |
|       | Wjaczesław Derkacz | Ukraina    | 0+2        | 28:58,7 | +23,2   |
| 4.    | Tomasz Sikora      | Polska     | 2+0        | 29:06,0 | +30,5   |
| ...   | ...                | ...        | ...        | ...     | ...     |
| 17.   | Wojciech Kozub     | Polska     | 3+1        | 30:45,0 | +2:09,5 |
| 40.   | Krzysztof Topór    | Polska     | 1+3        | 32:09,2 | +3:33,7 |

### Bieg pościgowy – 12,5 km[12]
- Data: 28 stycznia 2001

| Medal | Zawodnik          | Narodowość | Strzelanie | Wynik   | Strata  |
| ----- | ----------------- | ---------- | ---------- | ------- | ------- |
|       | Vincent Defrasne  | Francja    | 3+3+3+3    | 37:13,1 |         |
|       | Michael Greis     | Niemcy     | 0+0+0+0    | 37:17,9 | +4,8    |
|       | Wiesław Ziemianin | Polska     | 0+0+0+0    | 37:37,6 | +24,5   |
| ...   | ...               | ...        | ...        | ...     | ...     |
| 7.    | Tomasz Sikora     | Polska     | 1+1+1+1    | 38:16,4 | +1:03,3 |
| 34.   | Krzysztof Topór   | Polska     | 1+1+1+1    | 44:18,9 | +7:05,8 |

## Wyniki mężczyzn (juniorzy)

### Bieg indywidualny – 15 km[13]
- Data: 24 stycznia 2001

| Medal | Zawodnik           | Narodowość | Strzelanie | Wynik   | Strata   |
| ----- | ------------------ | ---------- | ---------- | ------- | -------- |
|       | Nikołaj Krugłow    | Rosja      | 2+0+0+2    | 47:54,0 |          |
|       | Michal Šlesingr    | Czechy     | 0+0+1+2    | 49:18,7 | +1:24,7  |
|       | Witalij Czernyszow | Rosja      | 0+1+2+2    | 50:22,3 | +2:28,3  |
| ...   | ...                | ...        | ...        | ...     | ...      |
| 11.   | Łukasz Wojaczek    | Polska     | 3+0+0+0    | 52:18,4 | +4:24,4  |
| 15.   | Dawid Paniak       | Polska     | 1+1+0+1    | 53:05,7 | +5:11,7  |
| 27.   | Sylwester Kulig    | Polska     | 1+1+0+2    | 56:16,5 | +8:22,5  |
| 38.   | Łukasz Matysek     | Polska     | 1+2+4+2    | 59:01,5 | +11:07,5 |

### Bieg sztafetowy – 4 × 7,5 km[14]
- Data: 25 stycznia 2001

| Medal | Drużyna                                                                             | Strzelanie                              | Wynik     | Strata  |
| ----- | ----------------------------------------------------------------------------------- | --------------------------------------- | --------- | ------- |
|       | Rosja · Witalij Czernyszow · Aleksiej Konczin · Aleksiej Sołowiew · Nikołaj Krugłow | 0+3 0+4 0+1 0+0 0+0 0+0 0+2 0+1 0+0 0+3 | 1:28:47,3 |         |
|       | Francja · Yann Debayle · Sylvain Mouton · Julien Ughetto · Sebastien Zeno           | 0+4 0+9 0+3 0+2 0+0 0+1 0+0 0+3 0+1 0+3 | 1:32:54,4 | +4:07,1 |
|       | Czechy · Jiří Faltus · Michal Šlesingr · Milan Faltus · Jaroslav Soukup             | 1+3 1+5 0+0 0+1 0+0 1+3 0+0 0+1 1+3 0+0 | 1:35:15,6 | +6:28,3 |

Polacy nie ukończyli.

### Bieg sprinterski – 10 km[15]
- Data: 27 stycznia 2001

| Medal | Zawodnik             | Narodowość        | Strzelanie | Wynik   | Strata  |
| ----- | -------------------- | ----------------- | ---------- | ------- | ------- |
|       | Witalij Czernyszow   | Rosja             | 0+1        | 29:36,5 |         |
|       | Christian De Lorenzi | Włochy            | 1+0        | 30:35,8 | +59,3   |
|       | Lowell Bailey        | Stany Zjednoczone | 1+2        | 30:57,8 | +1:21,3 |
| ...   | ...                  | ...               | ...        | ...     | ...     |
| 16.   | Łukasz Wojaczek      | Polska            | 1+2        | 32:59,1 | +3:22,6 |
| 23.   | Łukasz Matysek       | Polska            | 1+1        | 33:40,0 | +4:03,5 |
| 25.   | Dawid Paniak         | Polska            | 1+3        | 33:50,2 | +4:13,7 |
| 38.   | Sylwester Kulig      | Polska            | 4+3        | 34:49,9 | +5:13,4 |

### Bieg pościgowy – 12,5 km[16]
- Data: 28 stycznia 2001

| Medal | Zawodnik           | Narodowość        | Strzelanie | Wynik   | Strata  |
| ----- | ------------------ | ----------------- | ---------- | ------- | ------- |
|       | Witalij Czernyszow | Rosja             | 1+0+1+1    | 38:51,9 |         |
|       | Aleksiej Sołowiew  | Rosja             | 1+0+2+0    | 41:01,3 | +2:09,4 |
|       | Lowell Bailey      | Stany Zjednoczone | 1+1+3+1    | 41:14,2 | +2:22,3 |
| ...   | ...                | ...               | ...        | ...     | ...     |
| 21.   | Łukasz Wojaczek    | Polska            | 0+1+2+0    | 46:16,8 | +7:24,9 |
| 22.   | Łukasz Matysek     | Polska            | 1+0+4+0    | 46:34,9 | +7:43,0 |
| 29.   | Sylwester Kulig    | Polska            | 1+1+1+0    | 47:40,1 | +8:48,2 |
| 34.   | Dawid Paniak       | Polska            | 1+2+0+4    | 48:36,5 | +9:44,6 |

## Tabela medalowa
| Miejsce | Państwo           |   |   |   | Razem |
| ------- | ----------------- | - | - | - | ----- |
| 1.      | Rosja             | 7 | 6 | 1 | 14    |
| 2.      | Niemcy            | 4 | 3 | 1 | 8     |
| 3.      | Francja           | 3 | 2 | 3 | 8     |
| 4.      | Ukraina           | 1 |   | 2 | 3     |
| 5.      | Austria           | 1 |   |   | 1     |
| 6.      | Czechy            |   | 2 | 3 | 5     |
| 7.      | Polska            |   | 2 | 1 | 3     |
| 8.      | Włochy            |   | 1 | 1 | 2     |
| 9.      | Stany Zjednoczone |   |   | 2 | 2     |
| =10.    | Białoruś          |   |   | 1 | 1     |
| =10.    | Bułgaria          |   |   | 1 | 1     |